# Jules Dang-Akodo
Jules Christian Dang-Akodo (Yaoundé, 2 maggio 1996) è un cestista camerunese con cittadinanza britannica.

## Palmarès
- BBL Trophy: 2

London City Royals: 2019
London Lions: 2021